# Villa Curí Leuvú
Villa Curí Leuvú es una localidad y comisión de fomento ubicada en el norte de la provincia del Neuquén (Argentina), dentro del departamento Chos Malal.

## Población
Contó con 438 habitantes (Indec, 2010), lo que representó un incremento del 43,7% frente a los 103 habitantes (Indec, 2001) del censo anterior.
La población se compuso de 247 varones y 191 mujeres, lo que arrojó un índice de masculinidad del 129.32%. En tanto, las viviendas pasaron a ser 176.
Según el censo 2022 se conoció una población dentro de la comisión de fomento de 564 habitantes y 263 viviendas.Además, el censo dio a conocer datos de su composición poblacional (82 hombres 73 mujeres), población urbana sin población rural dispersa o localidades dispersas en el municipio (155) densidad y área urbana.Desde este censo se incluyó en su población a la cercana localidad Los Menucos. 
| Gráfica de evolución demográfica de Ramón M. Castro entre 1991 y 2022 |
|                                                                       |
| Fuente: Censos nacionales del INDEC                                   |